# Любомирівка (Броварський район)
Любомирівка (з кінця 1920-х до 2016 — Право Жовтня) — село в Україні, у Броварському районі Київської області. Входить до складу Згурівської селищної громади. Населення становить 686 осіб.

## Історія
Історія села почалася у 1925-26 рр., коли багато жителів Лизогубової Слободи вирішили переселитись на колишні поміщицькі землі. Одержавши наділи, 1928 року поселенці почали споруджувати перші будинки. Спочатку поселення називалсоя Слобідський Виселок, та невдовзі поселенці назвали село Право Жовтня — на честь того, що свої земельні наділи вони отримали завдяки Жовтневому перевороту.
1930 року у селі було відкрито школу. Навесні 1930 р. у селі почалася примусова колективізація, а 1933 року було створено колгосп.
1958 року до колгоспу увійшли землі сіл Горбачівка та Пайки, це сприяло розбудові ферм, розвитку господарства.
1964 року споруджено нову школу, а 1965 — новий клуб.
Проте саме у 1960-х роках починається відтік молоді з села, а 1973 року колгосп об'єднано із колгоспом сусіднього Жовтневого у колгосп «Росія». Господарство занепадало, а разом із ним і село…
Новий етап у житті села розпочався влітку 1986 року, коли для майбутніх переселенців із зони радіаційного забруднення було збудовано 205 індивідувальних будинків, фельдшерсько-акушерський пункт, лазню, магазини, дитячий садок та пошту. Восени 1986 року у село прибули переселенці із села Іллінці Чорнобильського району. З Іллінців було переведено колгосп ім. ХХ з'їзду КПРС, що згодом став КСП «Зоря».
1996 року село було газифіковано. Того ж року відкрито пам'ятник загиблим воякам-односельцям з сучасних сіл Любомирівка та Іллінці.
2000 року на базі КСП створено ТОВ. Землі наразі орендуються ТОВ «Нива Переяславщини».
4 лютого 2016 року Право Жовтня було перейменоване на Любомирівку в ході декомуназації в Україні.
З 1986 до 2020 рік село входило до Згурівського району.
З 2020 року входить в склад Згурівської селищної громади Броварського району.

## Населення
Згідно з переписом УРСР 1989 року чисельність наявного населення села становила 811 осіб, з яких 379 чоловіків та 432 жінки.
За переписом населення України 2001 року в селі мешкало 749 осіб.
За даними перспективного плану формування громад 2020 року [Архівовано 29 січня 2022 у Wayback Machine.] в селі мешкало 506 осіб.

### Мова
Розподіл населення за рідною мовою за даними перепису 2001 року:
| Мова       | Відсоток |
| ---------- | -------- |
| українська | 96,16 %  |
| російська  | 2,25 %   |
| білоруська | 0,79 %   |
| угорська   | 0,13 %   |
| інші       | 0,67 %   |